# اسپنکر فولرتن بیرد
 اسپنکر فولرتن بیرد (انگلیسی: Spencer Fullerton Baird؛ زاده ۳ فوریهٔ ۱۸۲۳ درگذشته ۱۹ اوت ۱۸۸۷) یک دانشمند در زمینه تاریخ طبیعی، پرنده‌شناسی، و آبزی‌شناسی اهل ایالات متحده آمریکا بود.
وی همچنین برنده جوایزی همچون نشان هنری دراپر شده است.